# Lac Châtillon
Lac Châtillon är en sjö i Kanada.   Den ligger i regionen Nord-du-Québec och provinsen Québec, i den östra delen av landet, 600 km norr om huvudstaden Ottawa. Lac Châtillon ligger 372 meter över havet. Arean är 9,7 kvadratkilometer. Den sträcker sig 6,2 kilometer i nord-sydlig riktning, och 5,0 kilometer i öst-västlig riktning.
Trakten runt Lac Châtillon är nära nog obefolkad, med mindre än två invånare per kvadratkilometer.